# Megafroneta elongata
Megafroneta elongata is een spinnensoort in de taxonomische indeling van de hangmatspinnen (Linyphiidae).
Het dier behoort tot het geslacht Megafroneta. De wetenschappelijke naam van de soort werd voor het eerst geldig gepubliceerd in 1979 door A. David Blest.